# SMS Magnet
SMS Magnet – austro-węgierska kanonierka torpedowa z końca XIX wieku i okresu I wojny światowej. Jeden z okrętów zakupionych podczas poszukiwań typu okrętu najlepiej dostosowanego do potrzeb Kaiserliche und Königliche Kriegsmarine.
Podczas prób 5-godzinnych osiągnął prędkość 25,72 węzła, przewyższającą projektową (24 węzły). Był ostatnią zbudowaną austro-węgierską kanonierką torpedową, i stanowił ogniwo przejściowe do niszczycieli projektu Schichaua.
W dniu 20 grudnia 1914 brał udział w zatopieniu w Poli francuskiego okrętu podwodnego „Curie”.
2 sierpnia 1916 roku był storpedowany przez włoski okręt podwodny „Salpa”. Po remoncie i modernizacji uzbrojenia został ponownie wcielony do służby.
„Magnet” przetrwał I wojnę światową. W 1920 roku został przekazany do Włoch i tam złomowany.